# Madelaine Smith
Madelaine Smith (* 19. Januar 1995 in Solihull) ist eine britische Skeletonpilotin.

## Karriere
Madelaine Smith nahm auf Anraten von Lloyd Wallace, einen Freestyle-Skier und ein Bekannter von Madelaine Smith, an den Power2Podium-Programm teil und wurde so Teil vom britischen Skeleton-Team. Ihr internationales Debüt für Großbritannien gab sie am Ende der Saison 2015/16 im Skeleton-Nordamerikacup in Lake Placid. Am 17. März 2016 fuhr sie direkt bei ihrem Debüt auf das Podium und belegte hinter der Niederländerin Kimberley Bos und der Amerikanerin Veronica Day den dritten Platz. Zum Start in die Saison 2016/17 nahm sie am Skeleton-Europacup teil und gab in dieser Rennserie ihr Debüt im lettischen Sigulda, als sie am 4. November 2016 den elften Platz belegte. Eine Woche später konnte sie beim Europacup-Rennen in Innsbruck am 10. November mit dem fünften Platz erstmals ein Top-Ten-Resultat im Europacup erreichen. Einen Tag später belegte sie beim zweiten Wettbewerb auf dem Olympia Eiskanal Igls den sechsten Platz.
Nach dem Jahreswechsel nahm Madelaine Smith am 7. Januar 2017 im Skeleton-Nordamerikacup am Rennen in Park City teil. Sie sicherte sich dort in nur einen Lauf vor ihrer Teamkollegin Donna Creighton und der Olympiasiegerin von 2006 Maya Pedersen den Sieg. Einen Tag später konnte sie auch das zweite Rennen in Park City für sich entscheiden. Diesmal siegte sie in zwei Läufen vor Donna Creighton und der Südkoreanerin Rayoung Mun. Nach diesen beiden Siegen debütierte sie in Calgary im Skeleton-Intercontinentalcup und belegte am 12. Januar 2017 bei ihrem Debüt den fünften Platz. Beim zweiten Wettbewerb in Calgary einen Tag später belegte sie den siebten Platz. Über den Skeleton-Europacup, -Nordamerikacup und -Intercontinentalcup konnte 563 Punkte für das IBSF-Skeleton-Ranking sammeln und belegte mit diesen Punkten in der Saison 2016/17 den 32. Platz.
Zur Beginn der Saison 2017/18 durfte Madelaine Smith an der Trainingswoche auf der Olympiabahn in Pyeongchang teilnehmen. Ihren Saisoneinstieg hatte sie am 4. und 5. November in Whistler bei den beiden Wettbewerben im Intercontinentalcup. Dabei konnte sie aber nur den zwölften und den 14. Platz belegen. Eine Woche später belegte sie am 12. November 2017 in Calgary den fünften Platz. Einen Tag später erreichte sie beim zweiten Wettbewerb in der kanadischen Stadt erneut den fünften Platz. Infolgedessen ersetzte sie Ashleigh Fay Pittaway im Weltcup-Team und durfte am 15. Dezember 2017 in Innsbruck ihr Debüt im Skeleton-Weltcup geben und belegte dabei den 17. Platz.
Nach dem Jahreswechsel nahm sie in St. Moritz erneut am Skeleton-Intercontinentalcup teil. Auf der Bahn in der schweizerischen Gemeinde belegte sie am 4. und 5. Januar 2018 dabei den 13. bzw. den neunten Platz. Eine Woche später nahm sie erneut auf dem Olympia Bob Run St. Moritz–Celerina an einen Wettbewerb teil und diesmal im Skeleton-Weltcup. Bei ihrem zweiten Weltcup belegte sei den 13. Platz, welcher ihr bestes Saisonresultat im Weltcup 2017/18 war. Nachdem sie in Königssee beim Weltcup den 22. Platz belegt hatte, ging sie zum dritten Mal in dieser Saison und diesen Jahr in St. Moritz an den Start, und zwar bei der Skeleton-Juniorenweltmeisterschaft. Nach zwei Läufen belegte sie bei der Juniorenweltmeisterschaft 2018 den sechsten Platz.
In die Saison 2018/19 startete Madelaine Smith in Innsbruck im Skeleton-Europacup und konnte am 16. November 2018 das erste Rennen auf dem Olympia Eiskanal Igls vor den beiden Deutschen Hannah Neise und Janine Becker gewinnen. Einen Tag später gewann sie auch das zweite Rennen in Igls und diesmal vor ihrer Teamkollegin Kimberley Murray und der Deutschen Janine Becker. Nachdem sie in Winterberg am 24. November 2018 hinter Kimberley Murray und Janine Becker den dritten Platz belegte, ging sie am 9. Dezember 2018 in Sigulda im Skeleton-Weltcup an den Start und konnte dabei mit den zehnten Platz erstmals ein Top-Ten-Resultat einfahren.
Nach dem Jahreswechsel nahm sie in Innsbruck am Skeleton-Weltcup teil. Da der Skeleton-Weltcup und demzufolge auch die Skeleton-Europameisterschaft auf der Kunsteisbahn Königssee aufgrund von schlechten Wetter abgesagt werden musste, wurde sie in Innsbruck nachgeholt. Während Madelaine Smith in der Weltcup-Wertung den achten Platz auf der Bahn in Igls belegte, konnte sie den Wettbewerb in der Europameisterschaftswertung auf den siebten Platz beenden. Beim Weltcup in St. Moritz konnte sie mit den neunten Platz ihr drittes Top-Ten-Resultat in dieser Saison belegen. Die Saison beendete sie im Gesamtweltcup mit 1016 Punkten als beste Britin den elften Platz. Durch diese Resultate qualifizierte sie sich erstmals in ihrer Karriere für die Bob- und Skeleton-Weltmeisterschaften. Im Whistler Sliding Centre belegte sie bei den Weltmeisterschaften 2019 nach vier Läufen den 15. Platz und war damit vor Ashleigh Fay Pittaway die beste Britin.
Zum Start in die Saison 2019/20 nahm Madelaine Smith in Sotschi am Skeleton-Intercontinentalcup teil und belegte am 23. November 2019 den fünften Platz. Einen Tag später belegte sie beim zweiten Wettbewerb im Sliding Center Sanki hinter Susanne Kreher aus Deutschland und Renata Chusina aus Russland den dritten Platz. Danach nahm sie am gesamten Weltcup 2019/20 teil und fuhr mit dem achten Platz – nachdem sie bereits beim zweiten Weltcup in Lake Placid am 13. Dezember 2019 den zehnten Platz belegt hatte – in La Plagne am 10. Januar 2020 ihr bestes Saison-Resultat ein. Am Ende der Saison belegte sie mit 706 Punkten den 16. Platz im Gesamtweltcup. Zum zweiten Mal in ihrer Karriere konnte sie sich für die Bob- und Skeleton-Weltmeisterschaften qualifizieren und bei den Bob- und Skeleton-Weltmeisterschaften 2020, die in Altenberg ausgetragen wurden, belegte sie im Einzelwettbewerb den 21. Platz. Am 1. Mai 2020 nahm sie und Matt Weston als „Großbritannien II“ am neueingeführten Skeleton-Mixed-Wettbewerb auf dem ENSO Eiskanal teil. Die beiden verpassten um 0,03 Sekunden eine Medaille und mussten sich mit den vierten Platz hinter den Teams aus Deutschland, Kanada und Italien begnügen.

## Erfolge

### Europacup-Siege
| Nr. | Datum             | Ort       | Bahn                  |
| --- | ----------------- | --------- | --------------------- |
| 1.  | 16. November 2018 | Innsbruck | Olympia Eiskanal Igls |
| 2.  | 17. November 2018 | Innsbruck | Olympia Eiskanal Igls |

### Nordamerikacup-Siege
| Nr. | Datum          | Ort       | Bahn              |
| --- | -------------- | --------- | ----------------- |
| 1.  | 7. Januar 2017 | Park City | Bobbahn Park City |
| 2.  | 8. Januar 2017 | Park City | Bobbahn Park City |